# The Course of the Inevitable 2
The Course of the Inevitable 2 è il quinto album in studio del rapper statunitense Lloyd Banks, pubblicato il 15 luglio 2022.

## Tracce
1. Impact – 2:59
2. No Reward – 2:34
3. Menace (with Conway the Machine) – 3:49
4. Living Proof (with Benny the Butcher) – 3:48
5. Value of a Check – 2:32
6. Power Steering (with Jadakiss) – 3:40
7. Fell in Love – 2:22
8. Socialize – 2:32
9. Murda One – 2:57
10. Don’t Switch (with Tony Yayo) – 4:41
11. Dead Roses – 3:11
12. Trapped – 2:41
13. Traffic (with Vado and Dave East) – 4:05
14. On My Way – 2:51